# Regenmist
Regenmist is mist die ontstaat bij warme regen door koude, bijna verzadigde lucht. Door de regendruppels raakt deze lucht oververzadigd en wordt regenmist gevormd. Deze mist komt veel voor bij fronten door menging van luchtsoorten en wordt dan frontmist genoemd.